# Don't Tell Columbus
Albums de Graham Parker
Songs of No Consequence
(2005) Imaginary Television
(2010)
Don't Tell Columbus est un album de Graham Parker sorti le 13 mars 2007 sur le label Bloodshot Records.

## Liste des pistes
| No  | Titre                           | Auteur        | Durée |
| --- | ------------------------------- | ------------- | ----- |
| 1.  | I Discovered America            | Graham Parker | 5:34  |
| 2.  | England's Latest Clown          | Parker        | 4:52  |
| 3.  | Ambiguous                       | Parker        | 4:29  |
| 4.  | The Other Side of the Reservoir | Parker        | 8:23  |
| 5.  | Suspension Bridge               | Parker        | 3:52  |
| 6.  | Love or Delusion                | Parker        | 4:06  |
| 7.  | Total Eclipse of the Moon       | Parker        | 4:17  |
| 8.  | Stick to the Plan               | Parker        | 5:51  |
| 9.  | Somebody Saved Me               | Parker        | 5:28  |
| 10. | Hard Side of the Rain           | Parker        | 4:21  |
| 11. | Bullet of Redemption            | Parker        | 3:16  |
| 12. | All Being Well                  | Parker        | 3:24  |